# Avro Anson
Pour les articles homonymes, voir Anson.
 (août 2012).
Si vous disposez d'ouvrages ou d'articles de référence ou si vous connaissez des sites web de qualité traitant du thème abordé ici, merci de compléter l'article en donnant les références utiles à sa vérifiabilité et en les liant à la section « Notes et références ».
L’Avro Anson est un avion britannique de l’Entre-deux guerres. Premier avion à train d’atterrissage escamotable mis en service dans la Royal Air Force, il fut utilisé tout au long de la Seconde Guerre mondiale comme avion de reconnaissance et d’entraînement. Quelque 11 020 exemplaires furent construits jusqu’en 1952, ce qui en fait le multimoteur britannique le plus construit après le Vickers Wellington.

## Origine
En 1928 A.V.Roe acheta à Fokker une licence lui permettant de produire et de commercialiser dans l’Empire britannique, Canada excepté, le fameux Fokker F.VII. Après quatorze Avro 618 Ten, devaient sortir d’usine quatre Avro 619 Five et trois Avro 624 Six, puis deux Avro 642 (en), utilisant tous les mêmes principes de construction.
En mai 1933, les Imperial Airways émirent un cahier des charges pour un appareil de liaison rapide disposant d’une grande autonomie. Destiné à être affrété par des hommes d’affaires ou à alimenter les routes de la compagnie depuis des aérodromes peu desservis (on parlerait aujourd’hui de business executive ou de troisième niveau), le futur appareil devait voler à 240 km/h. Avro décida d’appliquer les principes de construction Fokker pour l’avion qu’il entendait proposer à la compagnie mais la formule aérodynamique dut être repensée et on adopta une aile basse cantilever et un train d’atterrissage escamotable, ce qui constituait une première pour Imperial Airways.

## Avro 652

### Deux bimoteurs pour les Imperial Airways
Monoplan bimoteur à aile basse construit entièrement en bois, le premier Avro 652 effectua son premier vol le 7 janvier 1935 et, les essais en vol n’entraînant que le remplacement de la gouverne de direction à compensation aérodynamique par une surface compensée par masses, le certificat de navigabilité fut délivré le 1er mars suivant.
Deux exemplaires furent construits et livrés simultanément aux Imperial Airways à Croydon le 11 mars 1935, les [G-ACRM] Avalon (c/n 698) et [G-ACRN] Avatar (c/n 699), un nom de baptême malheureux rapidement transformé en Ava. Ces appareils furent utilisés pour des opérations nolisées et le transport de poste entre Croydon et Brindisi (Italie) avant d’être transférés à l’Air Service Training de la RAF en juillet 1938, recevant finalement les numéros de série [DG655] et [DG656] en février 1941. Utilisés par la 1st School of Photography puis transférés au No.811 Sqdn (Royal Navy) de Lee-on-Solent en juillet 1941, ils furent certainement passés au pilon avant la fin de la guerre.

### Description
L’Avro 652 se présentait donc comme un monoplan bimoteur dont l’aile basse était construite d’une seule pièce et entièrement en bois, trapézoïdale en plan avec des saumons arrondis, des ailerons de grand allongement et d’importants congés raccordant cette voilure au fuselage. La structure reposait sur 2 longerons-caissons en épicéa et des nervures en contreplaqué supportant un revêtement en contreplaqué. Deux moteurs 7 cylindres en étoile Armstrong-Siddeley Cheetah V étaient montés directement à l’avant de l’aile, carénés par des capots à corde assez profonde et prolongés par des fuseaux moteurs relativement volumineux logeant un réservoir d’huile à la partie supérieure, le train d’atterrissage principal à la partie inférieure. Ces moteurs entraînaient des hélices bipales métalliques à pas fixe Fairey Reed.
L’utilisation de cintres en bois permettait d’adoucir les formes du fuselage dont la structure de base reposait sur des tubes d’acier soudés et un revêtement entoilé. L’empennage se caractérisait par des congés de raccordement au fuselage soignés, une flèche assez prononcée des bords d’attaque et la position très basse du stabilisateur. La pointe avant du fuselage s’articulait sur la gauche pour donner accès à une soute à bagages, précédant un poste de pilotage biplace côte-à-côte. Éclairée par deux hublots de chaque côté, la cabine était aménagée avec quatre sièges à armature métallique. On accédait à l’appareil par une porte arrière située à gauche, percée d’un hublot circulaire et faisant face à un cabinet de toilettes. Plus en arrière se trouvait une soute à bagages avec porte d’accès à droite.
L’ensemble offrait des lignes harmonieuses et reposait sur un train principal assez court, de forme inhabituelle, se relevant vers l’avant, et une roulette arrière fixe.

## Avro 652A Anson

### Un patrouilleur côtier par la RAF
Le bimoteur destiné aux Imperial Airways était encore sur la planche à dessins lorsque la firme Avro fut invitée par l’Air Ministry à participer à un concours visant à la fourniture d’un bimoteur de reconnaissance côtière. Le cahier des charges de l’armée recoupant sensiblement les caractéristiques de l’Avro 652, il en fut dérivé une machine qui allait être le premier monoplan à aile basse et le premier avion à train escamotable à entrer en service dans la RAF puis la RAAF. Il fut baptisé en mémoire de George Anson, amiral anglais du XVIIIe siècle, et fit son premier vol le 24 mars 1935 avec des moteurs Armstrong-Siddeley Cheetah IX (en) de 350 ch. Un premier lot de 174 avions fut rapidement commandé pour le Coastal Command, les premiers appareils de série entrant en service en mars 1936.
L’Anson se révéla un piètre patrouilleur naval, d’autant qu’il fallait 140 tours de manivelle pour relever le train. Les équipages oubliaient donc le plus souvent cette procédure, mais la vitesse de croisière train sorti chutait de 50 km/h. Le bimoteur pouvait par contre constituer un excellent avion d’entraînement, ce qu’il sera pendant trente ans. Retenu à l’origine comme avion de formation standard au pilotage bimoteur pour le British Commonwealth Air Training Plan (BCATP), il servit aussi à former des opérateurs radio, des navigateurs et des bombardiers.

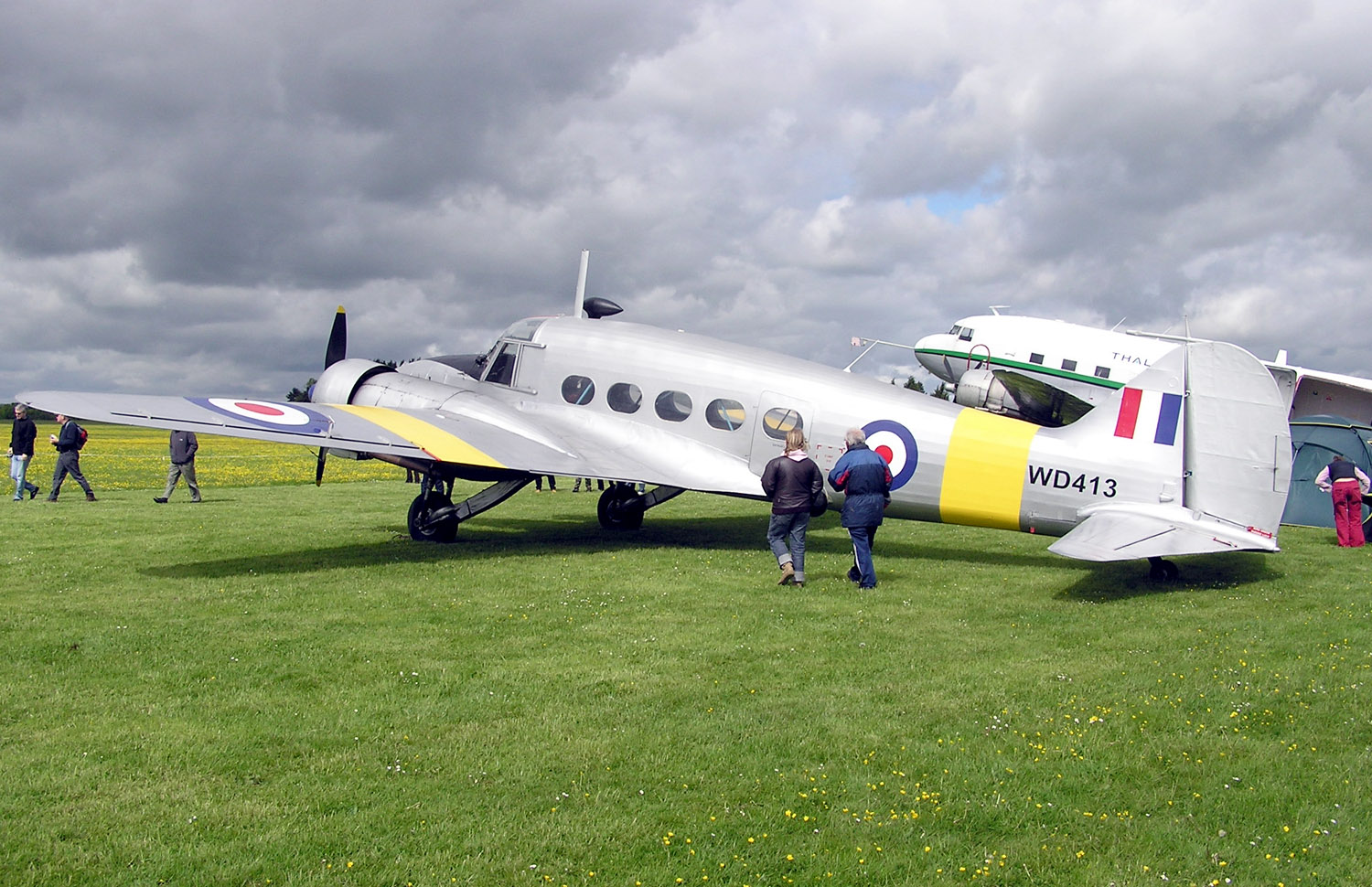
Avro Anson T21 WD413/G-VROE d'Air Atlantic Historic Flight
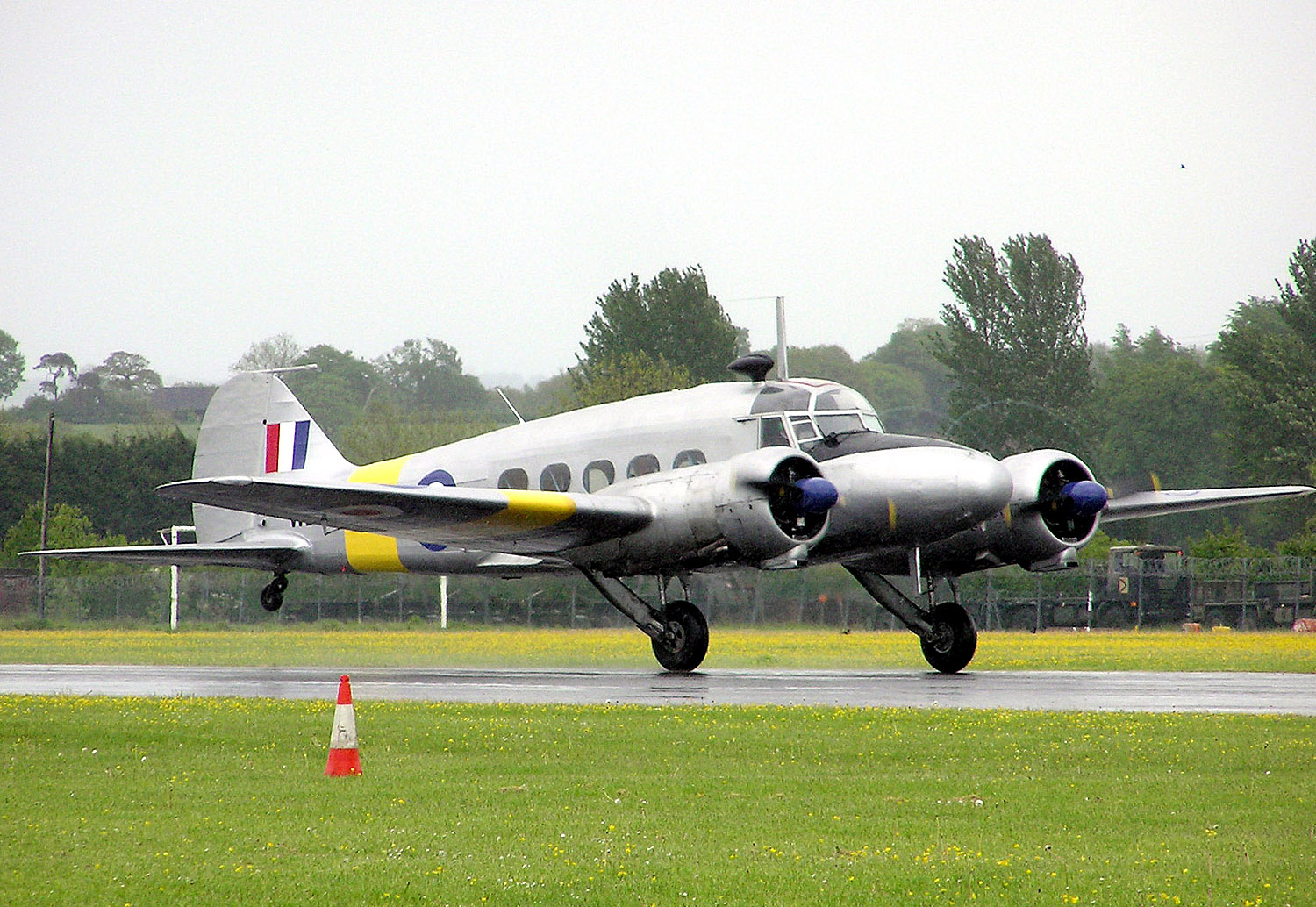
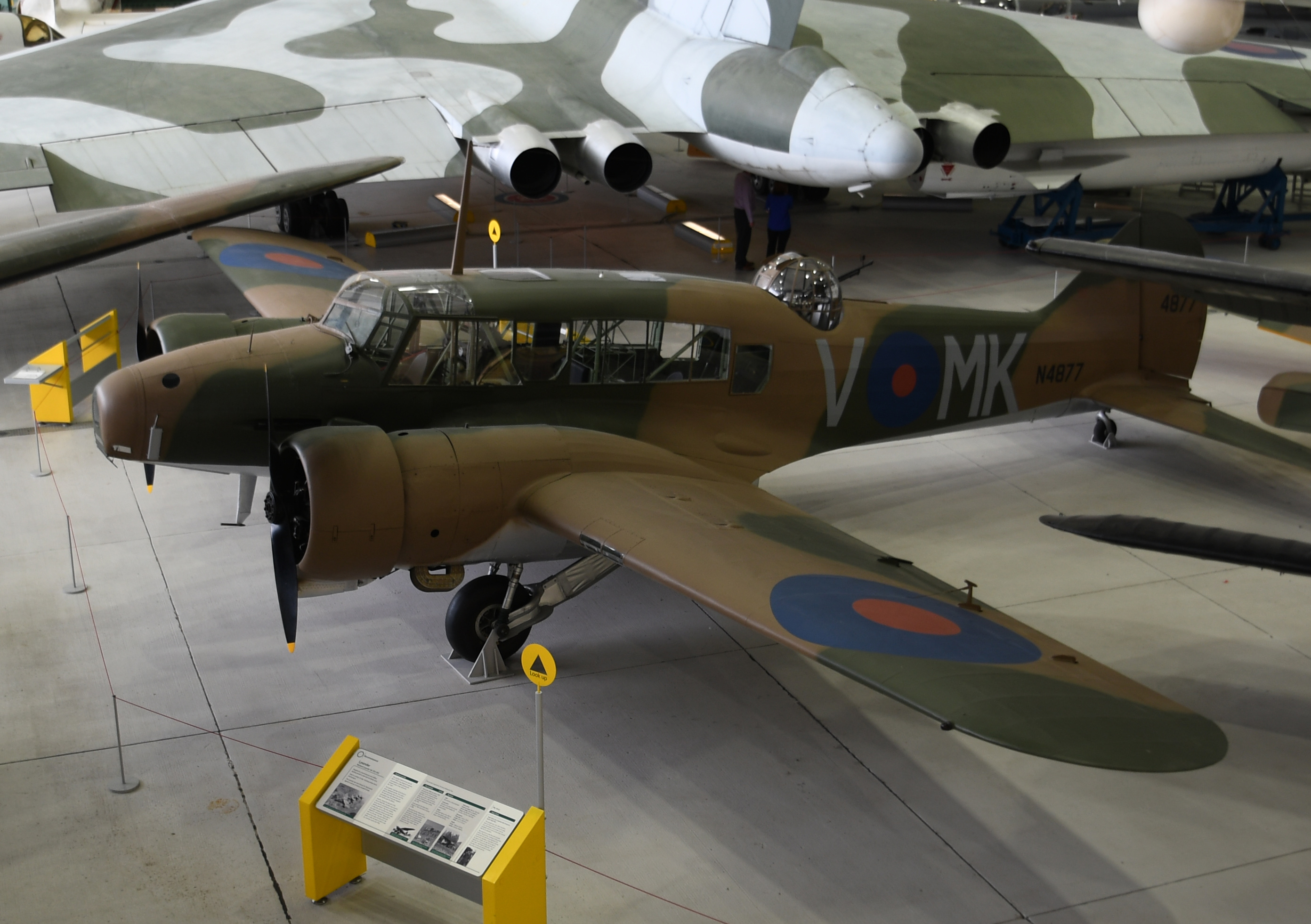
Avro Anson à l'IWM, Duxford, Grande-Bretagne

## Les versions
- Anson Mk.I : patrouilleur côtier équipé d’une tourelle dorsale à commande manuelle dotée d’une mitrailleuse de 7,7 mm et équipé également d'une mitrailleuse de 7,7 mm fixe tirant vers l'avant, de 2 bombes de 45 kg en soute et 8 charges externes de 9 kg (grenades, fumigènes, fusées éclairantes…). L’armement de cette machine équipée de 2 moteurs Armstrong-Siddeley Cheetah IX était dérisoire pour les missions de lutte anti-sous marine (ASM). Heureusement pour le HMS Snapper, un submersible anglais attaqué par erreur : les deux bombes de 45 kg parvinrent tout juste à briser quelques feux de position du sous-marin. Dès que cela fut possible l'Anson Mk.I fut remplacé comme patrouilleur naval par le Lockheed Hudson dans la RAF.
- Anson Mk.II : version produite au Canada à 1 050 exemplaires sous la responsabilité de Federal Aircraft Ltd. à partir de 1941. Dépourvu d’origine de tourelle dorsale, ce modèle destiné uniquement à l’entraînement au pilotage bimoteur se distinguait en outre par des moteurs Jacobs L-6MB de 330 ch, une commande hydraulique des volets et du train et une pointe avant en contreplaqué moulé[2].
  - AT-20 : cinquante Anson Mk.II achetés par l’US Army Air Force au Canada pour la formation bimoteur, numéros de série 43-8181/8230.
- Anson Mk.III : nouvelle version canadienne à moteurs Jacobs L-6MB, 559 construits.
- Anson Mk.IV : identique au précédent avec des Wright Whirlwind R-975-E3 (en) de 300 ch. 233 construits par A.V.Roe en Grande-Bretagne, dont un livré à la Aviation royale du Canada (1924-1968).
- Anson Mk.V : nouvelle version produite au Canada et caractérisée par un fuselage construit entièrement en bois, la cabine étant agrandie pour recevoir 5 élèves, avec des moteurs Pratt & Whitney R-985-AN-128/14B Wasp Junior en étoile de 450 ch. 1069 appareils construits, dont 1 051 livrés à la Aviation royale du Canada à partir de 1940, un certain nombre étant transférés à la Marine royale canadienne. Cet appareil fut très utile pour établir la cartographie magnétique du Canada après la guerre.
- Anson Mk.VI : unique prototype en 1943 d’une version de formation de mitrailleurs proposée par Federal Aircraft avec des R-985 Wasp Junior.
- Anson Mk.VII, VIII et IX : Désignations réservées à d’éventuelles versions canadiennes qui ne se matérialisèrent pas.
- Anson Mk.X : cargo léger à plancher renforcé utilisable aussi comme avion de liaison ou d’apport. 103 Mk.I convertis, moteur Cheetah IX.
- Anson Mk.XI : appareil de transport dont le toit de cabine était rehaussé pour améliorer le confort des passagers. Utilisé aussi comme avion ambulance. 90 Mk.I convertis, moteur Cheetah XIX.
- Anson Mk.XII : évolution du précédent, avec un Cheetah XV de 420 ch. 258 exemplaires au total, dont 20 Mk.I convertis. 2 sous-versions :
  - Anson Mk.XII series 1 : aile en bois.
  - Anson Mk.XII series 2 : voilure entièrement métallique.
- Anson Mk.XIII : projet abandonné d’un appareil destiné à l’entraînement des mitrailleurs, 2 Cheetah XI ou XIX.
- Anson Mk.XIV : projet abandonné d’un appareil destiné à l’entraînement des mitrailleurs, 2 Cheetah XV.
- Anson Mk XV : projet abandonné d’un appareil d’entraînement au bombardement.
- Anson Mk.XVI : projet abandonné d’un appareil pour la formation des navigateurs.
- Anson Mk.XVII : mark non attribué.
- Anson 18 : avion de police aérienne et d’observation aérienne développé pour les forces aériennes royales afghanes, qui reçut 12 appareils.
  - Anson 18C : treize avions livrés au gouvernement indien pour la formation de pilotes civils.
- Avro Nineteen : version civile réalisée à partir de la cellule du Mk.XI, produite à 54 exemplaires pour les besoins du réseau domestique anglais.
- Anson C.19 : version du précédent destinée à la RAF, 264 exemplaires.
- Anson T.20 : destiné à l’entraînement au bombardement pour la Rhodésie du Sud, avec avant vitré et lance-bombes. 60 appareils construits.
- Anson T.21 : identique au précédent sans nez vitré ni lance-bombes, pour la formation de navigateurs. 252 construits.
- Anson T.22 : classe volante pour opérateurs radio, et dernière version produite de ce bimoteur. 54 exemplaires seulement.

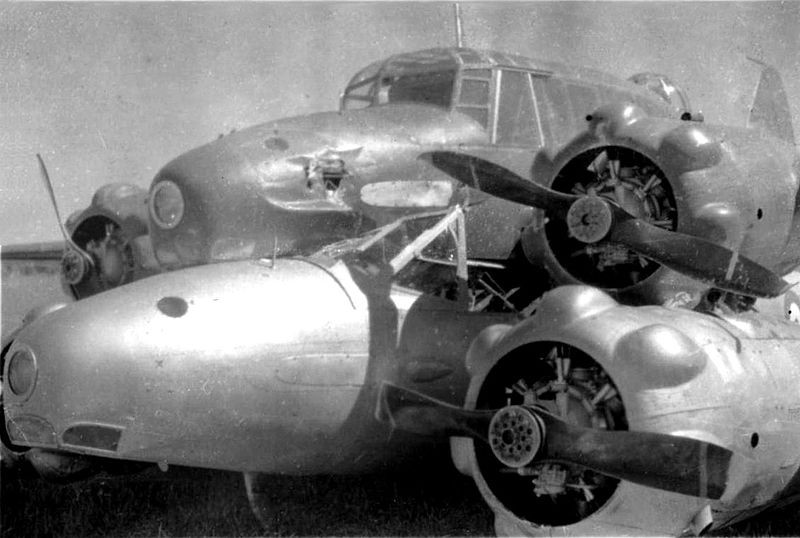
Deux Anson entrés en collision lors de la collision aérienne de Brocklesby en 1940.
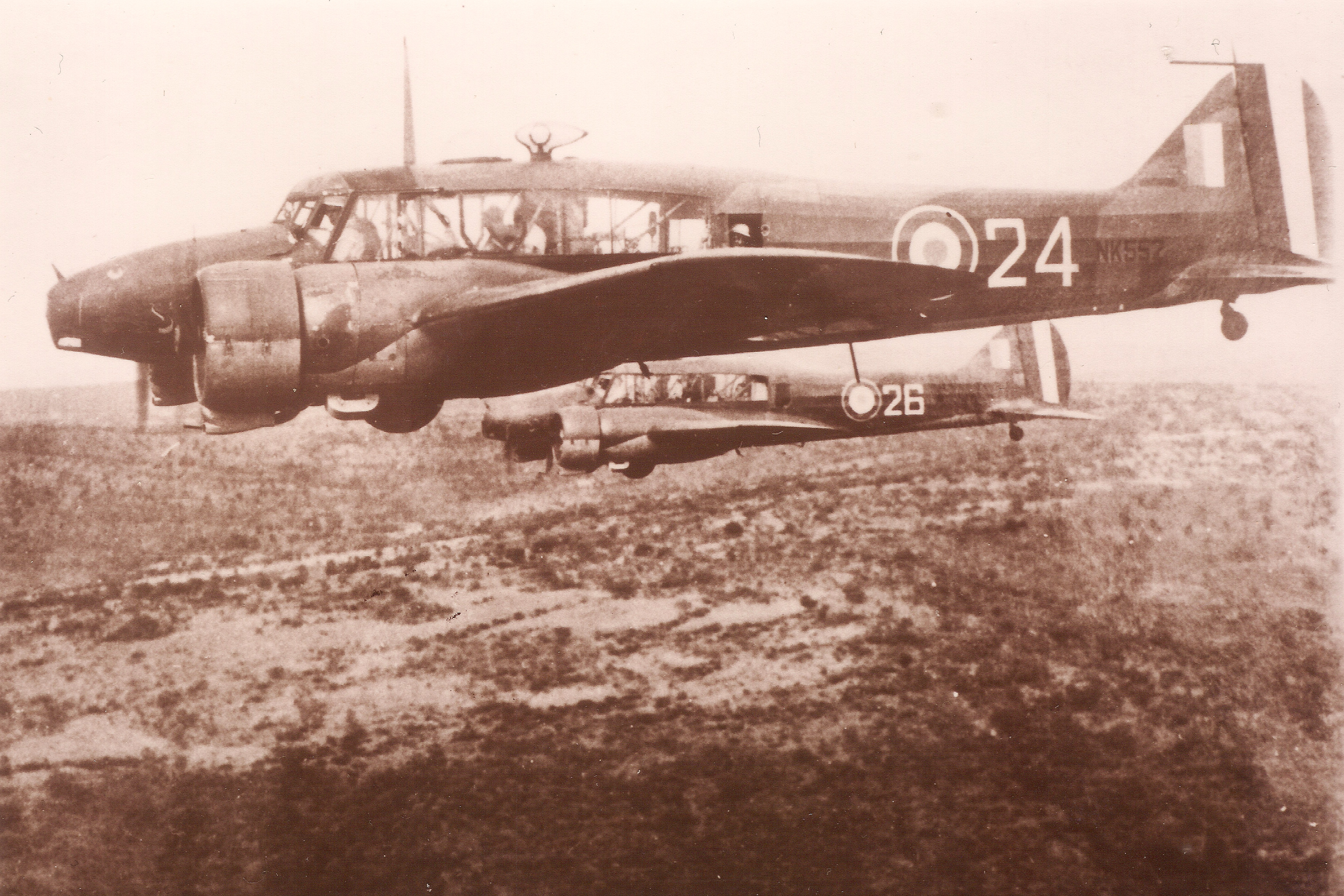
Avro Anson de l'armée de l'Air, Niger, 1949.
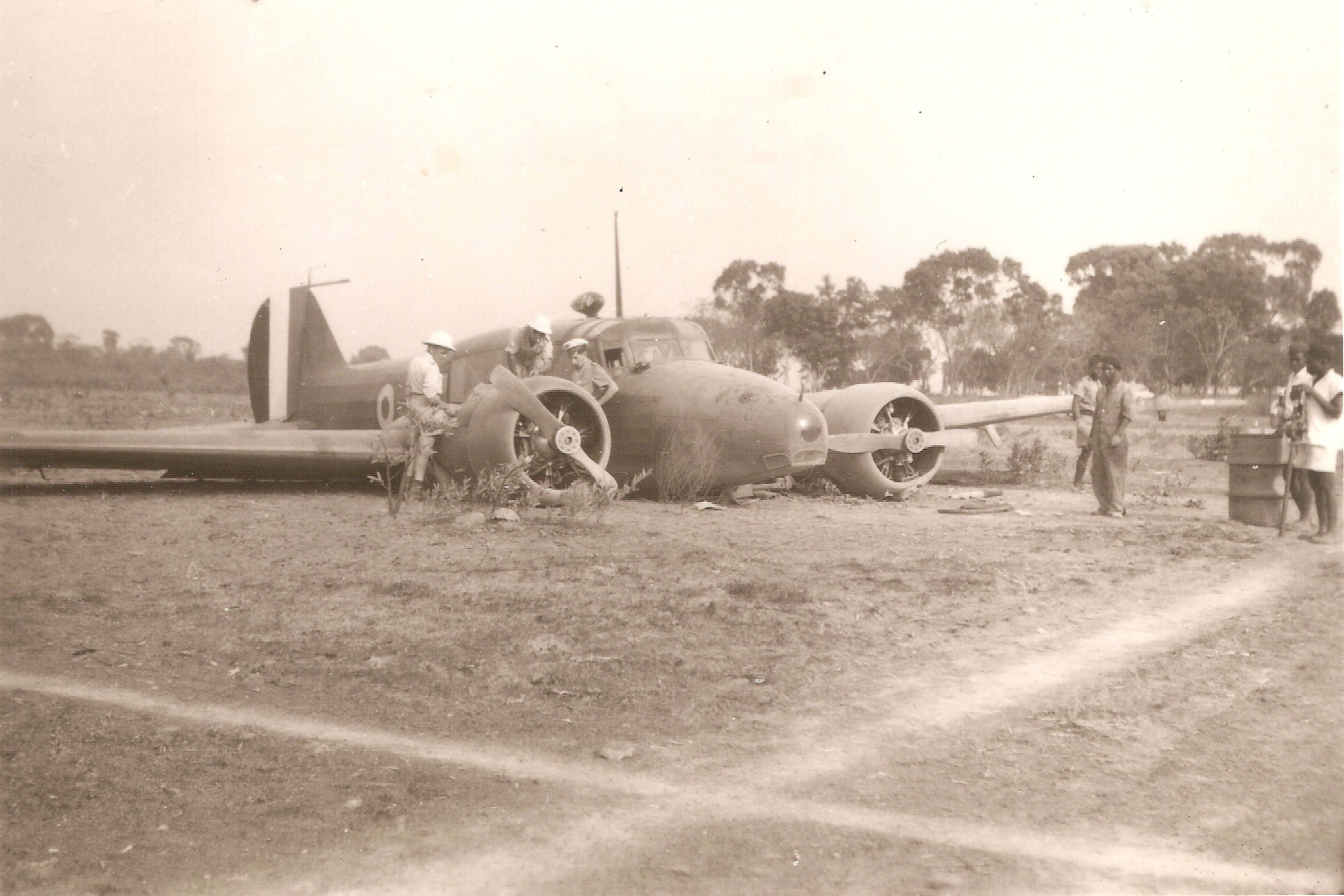
Crash d'un Anson de l'armée de l'Air, Bamako, actuel Mali, 1949.
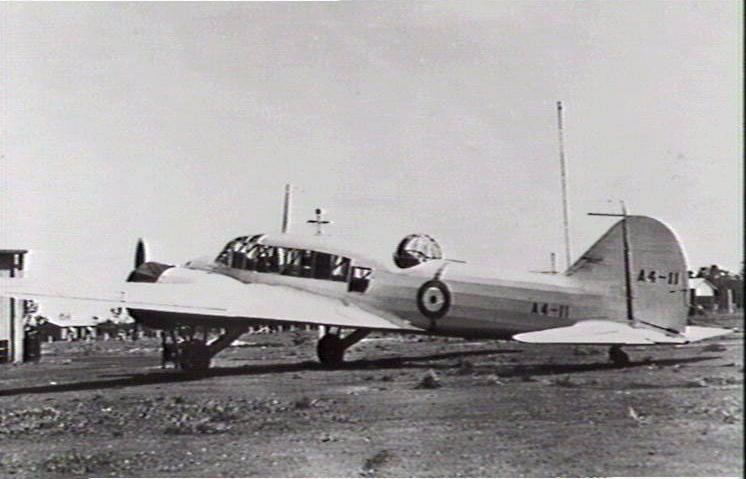
Anson australien [A4-11].
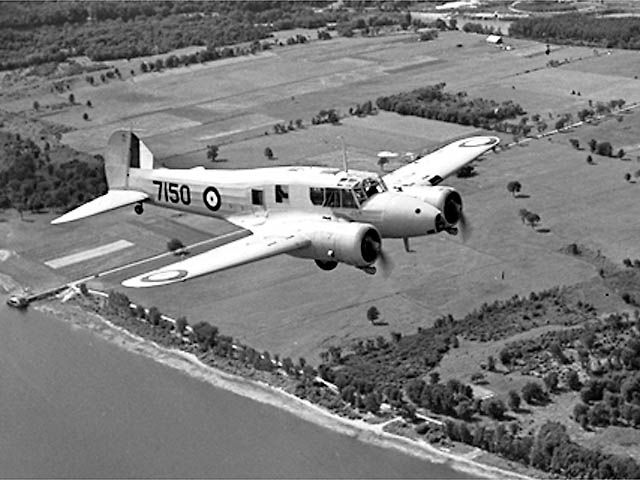
Anson canadien [7150].

## Utilisateurs
- Royaume d'Afghanistan  : la Force aérienne royale afghane a reçu treize Anson 18 à partir de 1948, certains étant utilisés jusqu’en 1972.
- Union d'Afrique du Sud: la SAAF aurait reçu près de 700 Anson Mk.I entre 1940 et 1947 et 52 Mk.IV.
- Arabie saoudite
- Australie : 1 028 Anson, principalement Mk.I, ont été utilisés par la RAAF, les premières commandes étant passées en 1935 quand l’Australie entreprit de moderniser son aviation militaire. Ce fut le premier avion à train escamotable de la RAAF et devait initialement être utilisé pour la reconnaissance et la patrouille navale. 48 Anson GR.1 furent donc livrés entre 1936 et 1938. Affectés au 7 OTU pour formation des équipages, ils équipèrent ensuite les 2, 4, 21 et 23 Sqdn (General Reconnaissance). Leur remplacement comme patrouilleur naval débuta dès 1940 avec l’arrivée des Lockheed Hudson, mais les 66, 67, 71 et 73 Sqdns furent affectés à la lutte anti-sous-marine au large de l’Australie orientale en 1942. les derniers GR.1 ne devaient être réformés qu’en 1946. L’Anson fut aussi et surtout employé comme multimoteur d’entraînement pour assurer la formation des observateurs, mitrailleurs et navigateurs dans le cadre du fameux Empire Air Training Scheme, 977 T.1 étant livrés à la RAAF à partir de 1940, la plupart conservant les serials d’origine de la RAF. Ils furent utilisés en particulier par les Armament, Air Armament, Air Armament & Gas Schools de Victoria, Advanced Flying & Refresher Unit, NSW, 1 AGS (Air Gunnery School) de West Sale, Vic., 1 et 2 ANS (Air Navigation School) de Parkes, NSW et Mt. Gambier, SA & Nhill, Vic., 1, 2 et 3 AOS (Air Observers School), 1 Air School de Victoria, 1, 2 et 3 BAGS (Bombing & Gunnery School) à Evans Head, NSW, Port Pirie, SA et West Sale, Vic., à la Central Flying School et à la Central Gunnery School d’East Sale, Vic. Dès la fin de la guerre ces appareils furent réformés mais la RAAF reçut encore un Mk.XII en 1945, affecté aux déplacements du Gouverneur général et 2 C.19 en 1947 pour assurer les communications de Woomera Rocket Range. Le dernier (VM375) devait rester en service jusqu’en octobre 1955.

Totalement dépassé pour une utilisation militaire au début des années 1950, l’Anson trouva preneurs sur le marché civil et le Royal Flying Doctor Service, plusieurs compagnies aériennes locales, la police, etc. continuèrent à utiliser le bimoteur sous registre civil jusqu’au début des années 1960. Mais des accidents survenus à des appareils de conception similaires devaient alors amener des restrictions d’utilisations puis l’interdiction de vol pure et simple, le dernier Anson authentique (VH-BEL/W2121) cessant de voler en septembre 1962. Après cette date on ne vit plus dans le ciel australien qu’un Mk.I doté d’une voilure métallique de Mk.19 pour échapper à l’interdiction de vol, cet appareil se produisant régulièrement dans des meetings. Durant les années 1990 plusieurs projets de restauration ont vu le jour et un Anson a été à nouveau porté sur le registre civil australien en juin 2001.
- Belgique : la force aérienne belgea reçu en 1946 un lot de 13 Mk.I et Mk.XII qui restèrent en service jusqu’en 1955. Un nombre important de Mk.I et C.19-2 ont également été portés sur le registre civil belge.
- Botswana
- Canada : la RCAF a reçu à partir de 1940 quelque 1 528 Anson Mk.I; de plus, 2882 Anson furent construits au Canada avant sa cancellation en 1952[3] dont 1 833 Mk.II/III/IV et 1 049 Mk.V et 1 Mk.VI[4]. Ces appareils ne furent pas réformés avant 1954, quelques Mk.V ayant été cédés à la Marine royale canadienne.
- Costa Rica : Un appareil utilisé en 1955 par la ‘Legion Caribe’
- Équateur : 2 Anson V furent utilisés par la Force aérienne équatorienne.
- Égypte : La Royal Egyptian Air Force a reçu dès 1936 un Mk.II qui fut conservé jusqu’en 1957 et en 1938 vingt Anson Mk.I qui restèrent en service jusqu’en 1951. De son côté le Royal Flight disposa de 2 Mk.XII ou Mk.XIX de 1944 à 1951.
- Estonie
- États-Unis : cinquante appareils achetés au Canada par l’USAAF et désignés AT-20.
- Éthiopie : deux Mk.19 srs 1 ont été livrés au gouvernement éthiopien en 1946, réformés en 1949.
- Finlande
- France : six Anson T.20 ont figuré sur le registre français de l’Outre-Mer. De plus, l'armée de l'air a utilisé l'Anson comme avion de servitude en AOF entre 1948 et 1952. L'Aéronavale en reçoit 28 en service entre avril 1946 et décembre 1950; employés pour la formation des pilotes par, entre autres, deux escadrilles basées en Afrique du Nord (Algérie et Tunisie) ; à la suite d'un accident mortel en décembre 1950, ils sont interdits de vol par la marine[5]
- Grèce
- Inde : sept Anson Mk.I ont été utilisés par la Force aérienne indienne de 1942 à 1945, et 13 Anson 18C livrés après la guerre pour la formation des pilotes civils.
- Indonésie: trois Anson brièvement utilisés par l’aviation militaire en 1948.
- Irak
- Iran
- Irlande
- Israël : le Heyl Ha Avir a utilisé neuf Anson entre 1949 et 1961.
- Nouvelle-Zélande : La RNZAF a reçu 23 Anson pour l’entraînement à la navigation durant la Seconde Guerre mondiale, avant d’en acheter d’autres comme avion de liaison une fois la paix revenue[6].
- Norvège
- Pays-Bas
- Portugal : dix Anson Mk.I utilisés par la FAP de 1947 à 1956.
- Royaume-Uni : 8 138 furent livrés à la RAF entre 1936 et 1951. Les premiers appareils entrèrent en service en mars 1936 au no 48 Sqdn du Coastal Command. Au début de la Seconde Guerre mondiale cet appareil équipait 10 squadrons du Coastal Command et 16 du Bomber Command. Piètre avion d’arme, sa maniabilité et sa capacité à encaisser des coups pouvaient en faire un appareil redoutable aux mains d’équipages expérimentés. Ainsi durant l’évacuation de Dunkerque un groupe du Coastal Command, envoyé sur place pour tenter de protéger les troupes au sol, parvint à repousser une attaque de 9 Messerschmitt Bf 109, en abattant deux et endommageant un troisième. Ces appareils furent rapidement remplacés par les Armstrong Whitworth Whitley et Lockheed Hudson en première ligne et reversés aux écoles. Baptisés tour à tour Faithful Annie, Limping Annie, Aggie ou The Flying Greenhouse ils continuèrent à être utilisés par la RAF une fois la Seconde Guerre mondiale terminée, principalement comme avion de liaison. Le dernier ne fut réformé que le 28 juin 1968.
- Rhodésie du Sud
- Tanzanie : un Anson I utilisé par le gouvernement du Tanganyika en 1946/47.
- Turquie

### Développement lié
- Avro 652

### Aéronefs comparables
- Airspeed Oxford